# Saka Rotan
Saka Rotan is een bestuurslaag in het regentschap Indragiri Hilir van de provincie Riau, Indonesië. Saka Rotan telt 2366 inwoners (volkstelling 2010).